# 松平信正 (大河内松平家)
松平 信正（まつだいら のぶまさ）は、遠江浜松藩第2代藩主・三河吉田藩初代藩主・松平信復の四男。

## 生涯
寛延元年（1748年）10月13日、松平信復の四男（ただし長男と三男は早世しているため次男として扱われる）として江戸で生まれる。宝暦7年（1757年）10月1日、叔父中川久貞の屋敷に招かれ能を見物した。明和3年（1766年）12月、従兄弟にあたる美濃高富藩主・本庄道信の急養子にという話が持ち上がるが、道信と同年齢であったことが障害となり、結局弟の音次郎（道揚）が本庄家に養子に入ることで決着した。
明和5年（1768年）7月22日に谷中下屋敷で死去した。享年21。父信復は国元の吉田に在城中であったが、この訃報にショックを受けたこともあってか体調を崩し、約2か月後の9月19日に死去している。